# Tanaopsis profunda
Tanaopsis profunda är en kräftdjursart som beskrevs av Lang 1967. Tanaopsis profunda ingår i släktet Tanaopsis, överfamiljen Paratanaoidea, ordningen tanaider, klassen storkräftor, fylumet leddjur och riket djur. Inga underarter finns listade i Catalogue of Life.